# Nokia 7.2
Il Nokia 7.2 è uno smartphone del 2019 a marchio Nokia sviluppato da HMD Global, successore del Nokia 7.1.

## Caratteristiche tecniche

### Hardware
Il Nokia 7.2 è uno smartphone con form factor di tipo slate, le cui dimensioni sono di 159,9 x 75,2 x 8,3 millimetri e pesa 180 grammi.
Il dispositivo è dotato di connettività GSM, HSPA, LTE, di Wi-Fi 802.11 b/g/n/ac dual-band con supporto a hotspot e Wi-Fi Direct, di Bluetooth 5.0 con A2DP, EDR, aptX e LE, di GPS con A-GPS, BDS, GALILEO e GLONASS, di NFC (tranne in India) e di radio FM. Ha una porta microUSB OTG 2.0 di tipo C 1.0 e un ingresso per jack audio da 3,5 mm.
Il Nokia 7.2 è dotato di schermo touchscreen capacitivo da 6,3 pollici di diagonale e angoli arrotondati, di tipo IPS LCD, HDR10, con aspect ratio 19:9 e risoluzione Full HD+ 1080 x 2280 pixel (densità di 400 pixel per pollice). Lo schermo è protetto da un Gorilla Glass 3. Il frame laterale è in plastica, il retro in vetro.
La batteria ai polimeri di litio da 3 500 mAh non è removibile dall'utente. Supporta la ricarica a 10 W.
Il chipset è uno Snapdragon 660. La memoria interna, di tipo eMMC 5.1, è di 64/128 GB, espandibile con microSD, mentre la RAM è di 4/6 GB.
La fotocamera posteriore, inserita in un modulo circolare e leggermente sporgente, ha tre sensori, uno da 48 MP con apertura f/1.8, uno da 8 MP grandangolare con f/2.2 e uno da 5 MP di profondità (per effetti come il Bokeh), con f/2.4; è dotata di autofocus PDAF, HDR, ottiche Zeiss e flash LED, con registrazione video 4K a 30 fps (o in Full HD a 30 fps con stabilizzazione EIS), mentre la fotocamera anteriore, inserita nel notch a goccia superiore, è da 20 megapixel con apertura f/2.0, HDR e ottiche Zeiss, registra video Full HD a 30 fps.

### Software
Il sistema operativo è Android, in versione Android 9 Pie, con Android One, aggiornabile ad Android 10.

## Commercializzazione
Il dispositivo è stato rilasciato a settembre 2019, ed è presente sia in versione "mono" sia dual SIM.
AndroidWorld l'ha valutato 7.2/10, inserendo tra i "pro" il design, la costruzione, la presenza sia di due slot SIM sia di quello per la microSD (anziché uno per la SIM e uno "ibrido" dove si può inserire o la seconda SIM o la microSD), l'hardware "completo" e le patch di sicurezza aggiornate, e tra i "contro" il prezzo alto, l'hardware "un po' datato" e la batteria "sottotono". Anche TuttoAndroid ha particolarmente apprezzato la costruzione e criticato il prezzo. TechRadar l'ha valutato con 4 stelle su 5, apprezzando soprattutto le prestazioni, il design e le fotocamere principali del dispositivo, ma criticando il sensore grandangolare, la ricarica "lenta" e l'HDR.